# Renato Pilipović
Renato Pilipović (ur. 14 stycznia 1977 w Rijece) – chorwacki piłkarz, występujący na pozycji środkowego lub lewego pomocnika. Porozumiewa się po chorwacku i niemiecku. Do największych atutów Pilipovicia można zaliczyć skoczność i bardzo dobrą grę lewą nogą.

## Kariera klubowa
Karierę juniorską Renato rozpoczął w juniorskim zespole NK Orijent Rijeka. Po pewnym czasie przeniósł się do zespołu NK Rijeka i w sezonie 1995/1996 był już profesjonalnym graczem tego zespołu i podpisał zawodowy kontrakt z klubem. Dla Rijeki był to jednak niezbyt udany, zajęła bowiem 9. miejsce w tabeli i ledwo uchroniła się przed spadkiem do drugiej ligi. W Pucharze Chorwacji także nie udało się „Fiume”, którzy odpadli w ćwierćfinale z NK Zagreb doświadczając sromotnej klęski i dwukrotnie przegrywając – 0:5 na wyjeździe i 0:2 u siebie. Pilipović w premierowym dla siebie sezonie w lidze chorwackiej pojawił się na boisku 14 razy, nie zdobywając żadnego gola. Pilipović zadebiutował w lidze 13 września 1995 w wygranym 3:1 u siebie meczu z HNK Šibenik. Następny sezon, 1996/1997 był dla Rijeki znacznie lepszy – zajęła 4. miejsce w lidze, ale nie zakwalifikowała się do europejskich pucharów. Nie udało się i tym razem odnieść sukcesu w Pucharze Chorwacji – Rijeka odpadła po porażce w 1/8 finału z zespołem NK Hrvatski Dragovoljac 0:1 na wyjeździe. Tym razem Pilipović pojawiał się na boisku rzadziej, bo tylko 7 razy i nie udało mu się ani razu trafić do siatki rywali. Sezon 1997/1998 ponownie był gorszy dla ekipy „Fiume”, którzy zajęli 7. miejsce w lidze. Po raz kolejny nie udało się w Pucharze Chorwacji, gdzie NK odpadło w 1/8 finału w derbach Rijeki z młodzieżowym zespołem NK Orijent 0:2. Było to obwołane jednym z największych wydarzeń w historii Orijentu, a dzień 1 października 1997 zapisze się w ich pamięci na długo. Pilipović był pewnym punktem zespołu, pojawił się na boisku 25 razy i zdobył 1 gola, przeciwko Marsonii Slavonski Brod. Następny sezon, 1998/1999 Rijeka może zaliczyć do jednego z bardziej udanych w historii swoich występów w lidze chorwackiej. Zespół zdobył wicemistrzostwo Chorwacji i tylko o punkt przegrał na finiszu rozgrywek z Dinamem Zagrzeb. Niestety, ponownie nie powiodło się w Pucharze Chorwacji, gdzie Rijeka poległa na wyjeździe 0:1 tracąc bramkę w 89 minucie z Cibalią Vinkovci. Pilipović pojawił się na boisku 28 razy i strzelił 2 gole, wyrobił sobie też markę jednego z najlepszych środkowych pomocników w lidze i trafił w sezonie 1999/2000 do drużyny mistrza kraju, Dinama Zagrzeb. Ten sezon był najbardziej udany dla Pilipovicia, który oprócz debiutu w kadrze, zdobył mistrzostwo Chorwacji wraz z Dinamem. W Pucharze Chorwacji przegrali w finale na Poljudzie z Hajdukiem Split najpierw 2:0 po dwóch golach Juricy Vučko. Warto zauważyć, że pierwszy mecz został zakończony w 86 minucie po rzuceniu na boisko przez fanów „Modrich” kanistrów napełnionych gazem. W rewanżu na Maksimirze wygrali 1:0 po bramce zdobytej przez Igora Cvitanovicia w 90 minucie. Pilipović pojawił się na boisku 19 razy, ale nie udało mu się celnie trafić do siatki ani razu. Sezon 2000/2001 był po raz kolejny bardzo udany dla Dinama, który wywalczył mistrzostwo Chorwacji oraz Puchar Chorwacji, gdzie kolejny wyeliminowali Mladost Molve (po wygranej aż 9:0), HNK Šibenik, NK Kamen Ingrad (po wygranej 3:0 na wyjeździe i 4:2 u siebie) i w półfinale z lokalnym rywalem, NK Zagreb (po przegranej na stadionie „Pjesnicich” 0:1 i zwycięstwie u siebie 4:1) i zwycięstwie w finale nad Hajdukiem Split. Na Poljudzie Dinamo wygrało 2:0 po golach Tomislava Šokoty w 40 i Mihaela Mikicia w 57 minucie. W rewanżu na stadionie narodowym Maksimir Dinamo triumfowało 1:0, a zwycięską bramkę strzelił właśnie Renato Pilipović w 16 minucie. Nie udało się jednak awansować do Ligi Mistrzów, gdzie w trzeciej rundzie odpadli po porażkach 1:3 na San Siro i 0:3 u siebie z włoskim A.C. Milan. Warto zauważyć, że na San Siro Dinamo przez trzy minuty po wyrównaniu przez Gianniego Comandiniego prowadziło 1:0, a bramkę w 20 minucie zdobył właśnie Pilipović. Później „Modri” występowali w rozgrywkach Pucharu UEFA. Warto zauważyć, że w rozgrywanym w Bratysławie meczu przeciwko Slovanowi Bratysława Pilipović strzelił bramkę na 3:0, ustalając tym samym wynik tego spotkania. Ogółem Pilipović pojawił się na boisku w sezonie 23 razy i zdobył 2 gole dla „Niebieskich”. Sezon 2001/2002 nie był jednak tak udany jak poprzedni sezon, Dinamo zajęło 3. miejsce na finiszu rozgrywek ligowych i przegrali z dwoma odwiecznymi rywalami – NK Zagrzeb i Hajdukiem Split. Niepowodzenia ligowe pomścili jednak w Pucharze Chorwacji w którym triumfowali po kolei pokonując Zeljeznicar Slavonski Brod po wygranej 3:0 na wyjeździe, Kamen Ingrad Velika na wyjeździe 4:1, w ćwierćfinale NK Rijeka u siebie i na wyjeździe 1:0, w półfinale pokonali NK Osijek. W pierwszym meczu przegrali 1:2 na wyjeździe, a kontaktowego gola dającego nadzieję na awans dla Dinama zdobył z karnego w 30 minucie Dario Smoje. W rewanżu Dinamo wygrało 2:0 po dwóch golach Jasmina Agicia. W finale udało się triumfować nad zespołem NK Varteks po remisie na Maksimirze 1:1 i wygranej na wyjeździe 1:0. Pilipović pojawił się na boisku 18 razy, zdobył także 3 gole. Następny sezon to sezon 2002/2003, który przeszedł do austriackiego zespołu, FC Kärnten. Zespół zajął dopiero 8. miejsce, ale zakwalifikował się do Pucharu UEFA, dzięki awansowi do finału Pucharu Austrii, gdzie w finale ulegli Austrii Wiedeń aż 0:3. W Pucharze UEFA swoje starty Kärnten zakończyło na 2 rundzie, gdzie przegrali po wyeliminowaniu łotewskiego zespołu Metalurgs Lipawa 4:2 i 2:0, warto zauważyć, że 3 z 6 zdobytych bramek w dwumeczu zdobył inny Chorwat, Stanko Bubalo. W następnej rundzie grali z izraelskim zespołem Hapoel Tel-Awiw z którym polegli w Klagenfurcie 0:4 i na wyjeździe, w Tel-Awiwie wygrywając 1:0. Pilipović ogółem pojawił się na boisku 19 razy, ale nie udało mu się ani razu trafić do siatki rywali. Renato nie był zadowolony z występów w lidze austriackiej i wrócił do Chorwacji i podpisał kontrakt z zespołem NK Zagrzeb. Sezon ten jednak był fatalny dla NK, które zajęło 11, przedostatnie miejsce w lidze, co oznaczało spadek do drugiej ligi. Nie powiodło się także w Pucharze Chorwacji, w którym odpadli po 1/8 finału po przegranej 0:3 z ojczystym klubem Pilipovicia, NK Rijeka. Pilipović zagrał w 23 meczach i zdobył 1 gola dla swojej drużyny. Następny sezon 2004/2005 Pilipović zaczął w zespole beniaminka ligi chorwackiej NK Pula. Zawodnicy z Puli w swoim premierowym sezonie w lidze chorwackiej, zajęli 10. miejsce w lidze i nie zaprezentowali się zbyt dobrze. Swoją złą dyspozycję pomścili jednak w Pucharze, gdzie odpadli po dwóch wyrównanych meczach ćwierćfinałowych z NK Osijek 0:0 i 0:1. Wcześniej rozgromili NK Rudar 6:1 i Pomorac Kostrena 3:1. Pilipović wystąpił jednak tylko w 1 meczu w lidze i cały czas siedział na ławce rezerwowych, bardzo często także na trybunach. Sezon 2005/2006 był już bardziej udany dla pulskich zawodników, którzy zajęli 7. miejsce w lidze i wygrali grupę spadkową. Dla odmiany fatalnie było w Pucharze Chorwacji, gdzie przegrali w 1/16 finału z trzecioligowym zespołem Zet Moslavina 0:1. Pilipović pojawił się na boisku 3 razy, zdobywając 1 gola. Był jednak zaniepokojony całkowitym brakiem gry w swoim zespole i przeniósł się w trakcie rundy jesiennej do trzecioligowego zespołu NK Croatia Sesvete. W premierowym sezonie zajęli 5. miejsce w lidze, spisali się dobrze w Pucharze Chorwacji, gdzie przebrnęli przez trzy rundy pokonując m.in. Marsonię Slavonski Brod. Sezon 2006/2007 zawodnik także rozpoczął w Croatii Sesvete, jednak ze względu na brak postępu sportowego, będzie musiał rozważyć decyzję o zakończeniu kariery.

## Kariera reprezentacyjna
W reprezentacji Chorwacji Pilipović wystąpił, a zarazem zadebiutował tylko 1 jeden raz – w spotkaniu przeciwko Meksykowi rozgrywane 16 czerwca 1999 w Seulu w ramach towarzyskiego pucharu Korea Cup. Chorwaci wygrali to spotkanie 2:1, a Pilipović pojawił się na boisku przez 33 minuty. Pilipović występował także w reprezentacji U-16 oraz U-21.

## Sukcesy
- wicemistrzostwo Chorwacji w sezonie 1998/1999 wraz z zespołem NK Rijeka
- mistrzostwo Chorwacji w sezonie 1999/2000 wraz z Dinamem Zagrzeb
- mistrzostwo i Puchar Chorwacji w sezonie 2000/2001 wraz z Dinamem Zagrzeb
- Puchar Chorwacji w sezonie 2001/2002 wraz z Dinamem Zagrzeb